# Josef Král
Josef Král (Dvůr Králové nad Labem, 15 giugno 1990) è un pilota automobilistico ceco.

## La carriera

### Gli esordi
Král inizia la sua carriera motoristica col karting nel 1998, cogliendo nei sette anni successivi molte affermazioni, come il campionato nazionale ceco ICA Junior nel 2003 e l'ICA 100 nel 2004.
Nel 2005, Král fa il suo debutto nelle categoria Formula, terminando terzo nel campionato ceco di Formula 1400.

### Formula BMW
L'anno seguente Král passa alla Formula BMW, partecipando al campionato tedesco organizzato dall'ADAC. Col team  Micánek Motorsport, conquista il dodicesimo posto nella classifica generale, marcando 40 punti. Al termine della stagione Král passa alla Josef Kaufmann Racing per partecipare alle finali mondiali della Formula BMW, tenute sul Circuito Ricardo Tormo di Valencia. Giunge secondo, dietro al compagno di scuderia Christian Vietoris, anche se, successivamente, viene squalificato.
Král prosegue l'impegno nella Formula BMW nel 2007, passando però alla serie britannica col Räikkönen Robertson Racing. Coglie tredici podi in 18 gare, incluse sei vittorie, terminando secondo, alle spalle di Marcus Ericsson. Partecipa anche a due gare della Formula BMW gestita dall'ADAC, ottenendo un podio.
Král ancora una volta, al termine della stagione, partecipa alla finali mondiali della Formula BMW a Valencia, coi colori della  Mücke Motorsport. Conquista nuovamente il secondo posto dietro al compagno di scuderia, questa volta Philipp Eng, ma, nuovamente, viene squalificato.

### A1 Grand Prix
Nel 2008 Král fa il suo debutto per il tem ceco di A1 Grand Prix nella gara sudafricana del campionato. Dopo essersi qualificato nelle retrovie conclude diciottesimo in gara 1 e si ritira in gara 2.

### International Formula Master
Nel 2008 Král corre per il Team JVA nell'International Formula Master. Termina sesto, conquistando tre podi e una vittoria a Oschersleben.
Rimane nella stessa categoria anche per il 2009, correndo però per il team JD Motorsport. Dopo alcuni podi Král vince la sua prima gara della stagione sull'Hungaroring, in una gara di contorno al Gran Premio di Formula 1. Dopo aver conquistato un'altra gara a Oschersleben chiude terzo in campionato.

### GP2 Series
Nell'ottobre 2009 il pilota ceco fa il suo debutto su una vettura di GP2, in alcuni test sia per l'Ocean Racing Technology che per la Piquet GP sul Circuito di Jerez. Più tardi firma col team britannico Super Nova Racing per partecipare all GP2 Asia. Kral viene confermato anche per la stagione principale del 2010; alla Super Nova ritrova il suo rivale ai tempi della F.BMW, Ericsson.
Durante la gara sprint di Valencia, dopo un contatto con Rodolfo González, la sua vettura vola in aria e ribatte pesantemente al suolo. Král si frattura due vertebre, tanto da essere rimpiazzato da Luca Filippi nelle gare seguenti.
Nel 2011 firma per correre con la Arden come compagno di squadra di Jolyon Palmer.

## Risultati

### Sommario
| Stagione | Serie                        | Team                       | Gare | Vittori | Pole | GPV | Podi | Punti | Pos. |
| -------- | ---------------------------- | -------------------------- | ---- | ------- | ---- | --- | ---- | ----- | ---- |
| 2005     | Formula 1400                 | ?                          | ?    | ?       | ?    | ?   | ?    | ?     | 3º   |
| 2006     | Formula BMW ADAC             | Micánek Motorsport         | 18   | 0       | 0    | 0   | 0    | 40    | 12º  |
| 2007     | Formula BMW UK               | Räikkönen Robertson Racing | 18   | 6       | 1    | 6   | 13   | 636   | 2º   |
| 2007     | Formula BMW ADAC             | ADAC Berlin-Brandenburg    | 2    | 0       | 0    | 0   | 1    | 56    | 25º  |
| 2007–08  | A1 Grand Prix                | A1 Team Czech Republic     | 2    | 0       | 0    | 0   | 0    | 10    | 19º  |
| 2008     | International Formula Master | Team JVA                   | 16   | 1       | 0    | 0   | 3    | 29    | 6º   |
| 2009     | International Formula Master | JD Motorsport              | 16   | 2       | 1    | 3   | 6    | 62    | 3º   |
| 2009–10  | GP2 Asia Series              | Super Nova Racing          | 8    | 0       | 0    | 0   | 1    | 8     | 11º  |
| 2010     | GP2 Series                   | Super Nova Racing          | 8    | 0       | 0    | 0   | 0    | 0     | 19º  |

### Risultati completi in GP2
(legenda) (Le gare in grassetto indicano la pole position) (Gare in corsivo indicano Gpv) 
| Stagione | Team              | 1          | 2          | 3          | 4         | 5          | 6          | 7           | 8           | 9       | 10      | 11      | 12      | 13      | 14      | 15      | 16      | 17      | 18      | 19      | 20      | Pos. | Punti |
| -------- | ----------------- | ---------- | ---------- | ---------- | --------- | ---------- | ---------- | ----------- | ----------- | ------- | ------- | ------- | ------- | ------- | ------- | ------- | ------- | ------- | ------- | ------- | ------- | ---- | ----- |
| 2010     | Super Nova Racing | ESP FEA 12 | ESP SPR 19 | MON FEA 13 | MON SPR 8 | TUR FEA 15 | TUR SPR 14 | VAL FEA Ret | VAL SPR Ret | GBR FEA | GBR SPR | GER FEA | GER SPR | HUN FEA | HUN SPR | BEL FEA | BEL SPR | ITA FEA | ITA SPR | ABU FEA | ABU SPR | 19th | 0     |

#### Risultati completi in GP2 Asia
(legenda) (Le gare in grassetto indicano la pole position) (Gare in corsivo indicano Gpv) 
| Stagione | Team              | 1          | 2          | 3          | 4            | 5           | 6           | 7           | 8           | Pos. | Punti |
| -------- | ----------------- | ---------- | ---------- | ---------- | ------------ | ----------- | ----------- | ----------- | ----------- | ---- | ----- |
| 2009–10  | Super Nova Racing | ABU1 FEA 5 | ABU1 SPR 3 | ABU2 FEA 9 | ABU2 SPR Ret | BHR1 FEA 21 | BHR1 SPR 11 | BHR2 FEA 16 | BHR2 SPR 10 | 11º  | 8     |